# Astro circumpolare

Sfera celeste con evidenziati in azzurro l'emisfero visibile, in blu quello invisibile, in beige l'orizzonte, in verde la calotta di perpetua visibilità, in giallo quella di perpetua invisibilità. P è il polo celeste elevato, P' quello depresso.

Un astro circumpolare è un astro che, nel moto apparente diurno di rotazione della volta celeste, non tramonta mai. Analogamente, astri che non sorgono mai sono detti anticircumpolari mentre quelli che sorgono e tramontano sono detti occidui. L'appartenenza a una di queste tre categorie dipende dalla posizione dell'astro sulla sfera celeste e da quella dell'osservatore sulla superficie terrestre.
L'arco di cerchio percorso nell'emisfero visibile dagli astri occidui si chiama arco visibile, quello nell'emisfero invisibile arco invisibile.

## Astri circumpolari

Animazione della zona circumpolare della volta celeste per un osservatore posto alle medie latitudini dell'emisfero boreale. Il polo celeste elevato è quello Nord. Le costellazioni schematizzate sono l'Orsa Maggiore e Cassiopea. La stella Polare, nell'Orsa Minore, è al centro.

In astronomia si chiamano circumpolari gli astri e gli enti matematici compresi all'interno della calotta sferica di perpetua visibilità che ha per centro il polo celeste elevato e raggio pari all'altezza del polo sull'orizzonte. Nel moto diurno non tramontano mai: sono visibili a qualsiasi ora del giorno e della notte, in ogni periodo dell'anno. Il cerchio che delimita questa calotta risulta tangente all'orizzonte nel punto cardinale omonimo al polo elevato e si chiama massimo degli apparenti.
Il Sole è un astro circumpolare a nord del circolo polare artico e a sud del circolo polare antartico per almeno un giorno all'anno.

## Astri anticircumpolari
Simmetricamente, quelli compresi in analoga calotta con centro nel polo celeste depresso sono anticircumpolari e non sorgono mai. Sono quindi sempre invisibili. Il cerchio che delimita la calotta di perpetua invisibilità risulta tangente all'orizzonte nel punto cardinale omonimo al polo depresso e si chiama massimo degli occulti.
Il Sole risulta essere un astro anticircumpolare almeno una volta all'anno a nord del circolo polare artico e a sud del circolo polare antartico.

## Astri occidui

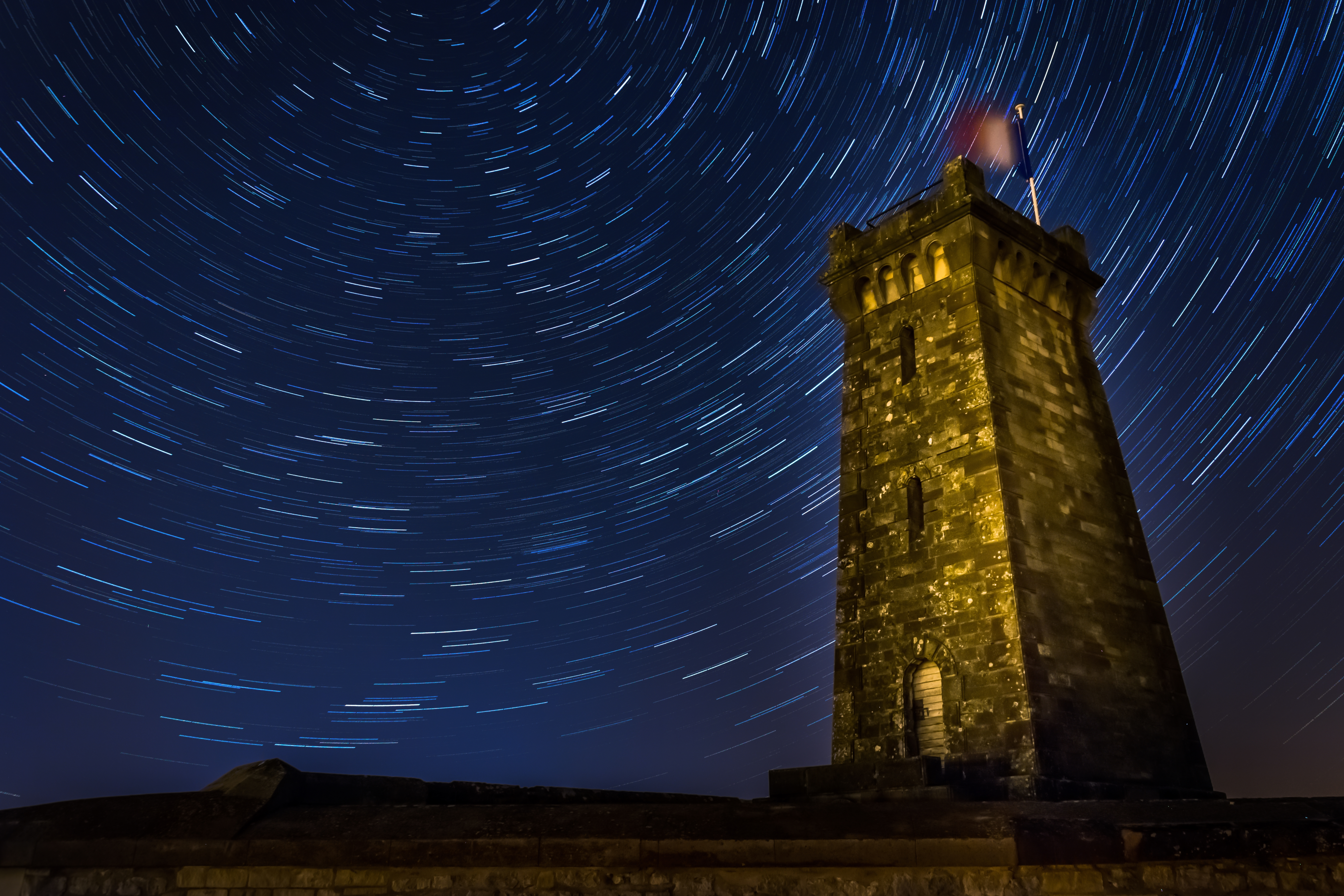
Fotografia a lunga posa che evidenzia l'effetto del moto di rotazione siderale verso Nord. La Polare è al centro.

Gli astri che non sono né circumpolari né anticircumpolari sono detti occidui e risultano compresi nella fascia sferica di parziale visibilità delimitata dal massimo degli apparenti e dal massimo degli occulti. Sorgono e tramontano quotidianamente perciò risultano a volte visibili e a volte invisibili, a seconda dell'ora e della stagione.

## Conseguenze
Poiché l'altezza del polo sull'orizzonte è pari alla latitudine, gli astri circumpolari anticircumpolari e occidui dipendono dalla posizione dell'osservatore sulla superficie terrestre. All'equatore nessun astro è circumpolare o anticircumpolare, tutti sono occidui. Ai poli gli astri dell'emisfero celeste omonimo sono tutti circumpolari, quelli dell'emisfero opposto sono tutti anticircumpolari, nessuno è occiduo. Alle latitudini temperate boreali, come in Italia, si annoverano tra le costellazioni circumpolari più note l'Orsa Maggiore e l'Orsa Minore, Cassiopea, Cefeo, il Dragone e altre; sono invece anticircumpolari la Croce del Sud, l'Ottante, il Dorado, il Camaleonte e altre. Viceversa accade alle latitudini temperate australi.
In prossimità dei poli celesti gli astri appaiono quasi immobili se osservati a occhio nudo, perciò attualmente la stella Polare sembra il punto attorno al quale ruotano gli astri visti dall'emisfero boreale.